# أسرة لي

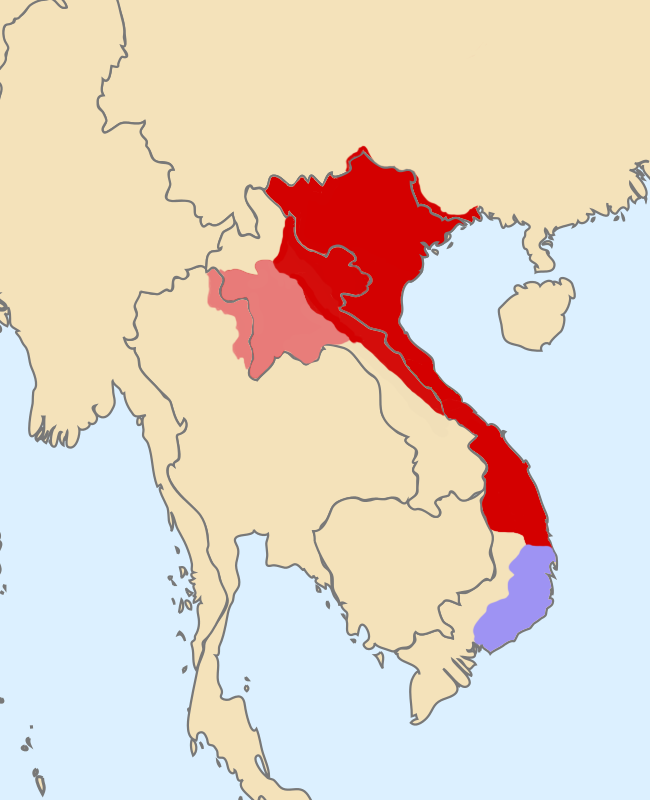
مملكة داي فييت في أقصى اتساعها في عهد الإمبراطور لي ثانه تونج. يمثل اللون الفاتح منطقة تم غزوها لفترة قصيرة من 1478-1480، وتمثل المنطقة الزرقاء ولايات تشامبا التابعة والمتبقية بعد الغزو باندورانجا.

كانت أسرة لي المتأخرة' (Later Lê Dynasty)  ( هان فيت: (Hán Việt) 後黎朝)، وأحيانًا تسمى أسرة لي' (Lê Dynasty)  (أسرة لي السابقة لم تحكم إلا لفترة وجيزة) أطول أسرة حكمت في فيتنام حيث ظلت تحكمها منذ سنة 1428 حتى سنة 1788، تخللتها فترة انقطاع قصيرة.
وقد بدأت هذه الأسرة رسميًا سنة 1428 بتتويج لي لوي (Lê Lợi) بعد أن أجلى جيش مينغ (Ming) عن فيتنام. وفي سنة 1527، استولت أسرة ماك (Mạc Dynasty) على الحكم، وعندما عادت أسرة لي إلى الحكم سنة 1533، كان لا يزال أمامهم التصدي لصراع السلطة مع أسرة ماك أثناء الفترة المعروفة باسم الأسر الجنوبية والشمالية. لم يكن لأباطرة لي بعد عودتهم للحكم أي سلطة فعلية، وبعد وقت قصير لم يبق من حكم أسرة ماك إلا منطقة صغيرة وذلك سنة 1592، وانتهى وجودها سنة 1677، أما القوة الفعلية فكانت في يد أسياد نجوين (Nguyễn Lords) في الجنوب وأسياد تران (Trịnh Lords) في الشمال، وكلاهما كان حاكمًا عن الإمبراطور لي في حين نشبت بينهم معارك ضارية. وكانت النهاية الرسمية لحكمهم سنة 1788، بعد أن نجحت انتفاضة الفلاحين من إخوة تاي سون في هزيمة تران ونجوين هزيمة ساحقة لتعود السلطة من جديد لأسرة لي.
شهد حكم أسرة لي زيادة مساحة الأراضي الفيتنامية فبعد أن تسلمها لي لوي دولة صغيرة في شمال فيتنام عند تتويجه، وصلت إلى حجمها الطبيعي قبيل تولي تاي سون حكم البلاد. وشهد حكم هذه الأسرة أيضًا تغيرات هائلة في المجتمع الفيتنامي: فالدولة التي كانت بوذية في السابق أصبحت كونفوشيوسية بعد أن ظلت 20 عامًا تحت حكم المينغ. وبدأ أباطرة لي في عمل العديد من التغييرات المأخوذة من النظام الصيني، ومن ذلك الخدمة المدنية والقوانين. ويرجع طول أمد حكمهم إلى الشعبية الجارفة للأباطرة الأوائل. ظل الشعب يذكر للي لوي فضله في تحرير البلاد بعد 20 عامًا من قهر مينغ ولـلي ثانه تونج (Lê Thánh Tông) فضله في أن تعيش البلاد عصرًا ذهبيًا لم تشهده من قبل. حتى عندما شهد حكم الأباطرة العائدين للحكم حروبًا أهلية وانتفاضات متواصلة من الفلاحين، لم يتجرأ إلا عدد قليل على الطعن في سلطتهم ولو بذكر اسمهم، خوفًا من أن ينفض الناس من حولهم. عندما حاول أفراد أسرة ماك فعل ذلك، لم يكتب لهم النجاح، وكان ينظر إليهم على أنهم غاصبون ولم يذكروا في كتب التاريخ الرسمية للأسر الحاكمة المتأخرة.